# Annie Louisa Coghill
Annie Louisa Coghill, född Walker 23 juni 1836, död 7 juli 1907 var en brittisk lärare som en tid också var verksam i Kanada och USA samt psalmförfattare. Hon finns representerad i 1986 års psalmbok med originaltexten till ett verk (nr 585).

## Psalmer
- Verka, tills natten kommer nr 551 i Svenska Missionsförbundets sångbok 1920  samt 1986 års psalmbok som nr 585. Författad 1854. Översatt av Erik Nyström med titeln Verka, ty natten kommer Översatt till danska Arbejd, til natten kommer.